# Ryan North
Ryan North, född 20 oktober 1980 i Ottawa, Ontario, Kanada, är serieskapare och datorlingvist. Han är främst känd som upphovsman till webbserien Dinosaur Comics. Han är även medskapare till Whispered Apologies och Happy Dog the Happy Dog. 
Vid sidan av sitt serieskapande är North också datorlingvist med masterexamen från Toronto universitet. Han tog examen 2005. North har skrivit tre verktyg som hjälpmedel för webbserieskapande: Oh No Robot, som är ett fritt tillgängligt transkriberingsverktyg för webbserier som skapar automatiskt läs- och sökbara databaser; RSSpect, ett fritt tillgängligt RSS-flöde för webbplatser och Project Wonderful, som är ett auktionsbaserat annonssystem där 25 % av varje transaktion genomförd via tjänsten går till North. 
8 november 2006 lanserade North webbplatsen Every Topic In The World Except Chickens (i svensk översättning ungefär "Alla känner redan till det här med kycklingar"). Webbplatsen introducerades som en lösning för att komma till rätta med problemet kring Wikipedia-vandalism. Med Every Topic In The World Except Chickens uppmanade North allmänheten att enbart sabotera den artikel på engelska Wikipedia tillägnad kyckling, eftersom "alla redan känner till det här med kycklingar" (eng. "Dudes already know about chickens"). Tanken bakom projektet var att, på bekostnad av artikeln om kyckling, skydda övriga artiklar från vandalism. Artikeln är numera skyddad.